# Tchuťiaové
Tchuťiaové (土家族, tujia) je národnost tibetobarmské jazykové skupiny, žijící v pohoří Wu-ling v čínských provinciích Kuej-čou, Chu-nan a Chu-pej. S více než osmi miliony příslušníků jsou osmou největší etnickou skupinou v Číně. Jsou známi také pod názvem Bizika („místní lidé“).
Svůj původ odvozují od obyvatel starověkého království Ba. Hovoří převážně čínštinou, původní jazyk se uchoval jen v odlehlých oblastech (severní dialekt má okolo sedmdesáti tisíc mluvčích a jižní dialekt nanejvýš patnáct set mluvčích). Věnují se pěstování rýže, kukuřice a batátů a těžbě tungového dřeva. Pro původní náboženství je charakteristický kult bílého tygra. Součástí jejich tradic je zdobení brokátu, hudba a výrazový tanec paj-šou-a. Typickým jídlem jsou rýžové koláčky ciba.
Z tohoto etnika pocházel spisovatel Šen Cchung-wen.